# Королівська родина Норвегії

Королівський герб Норвегії

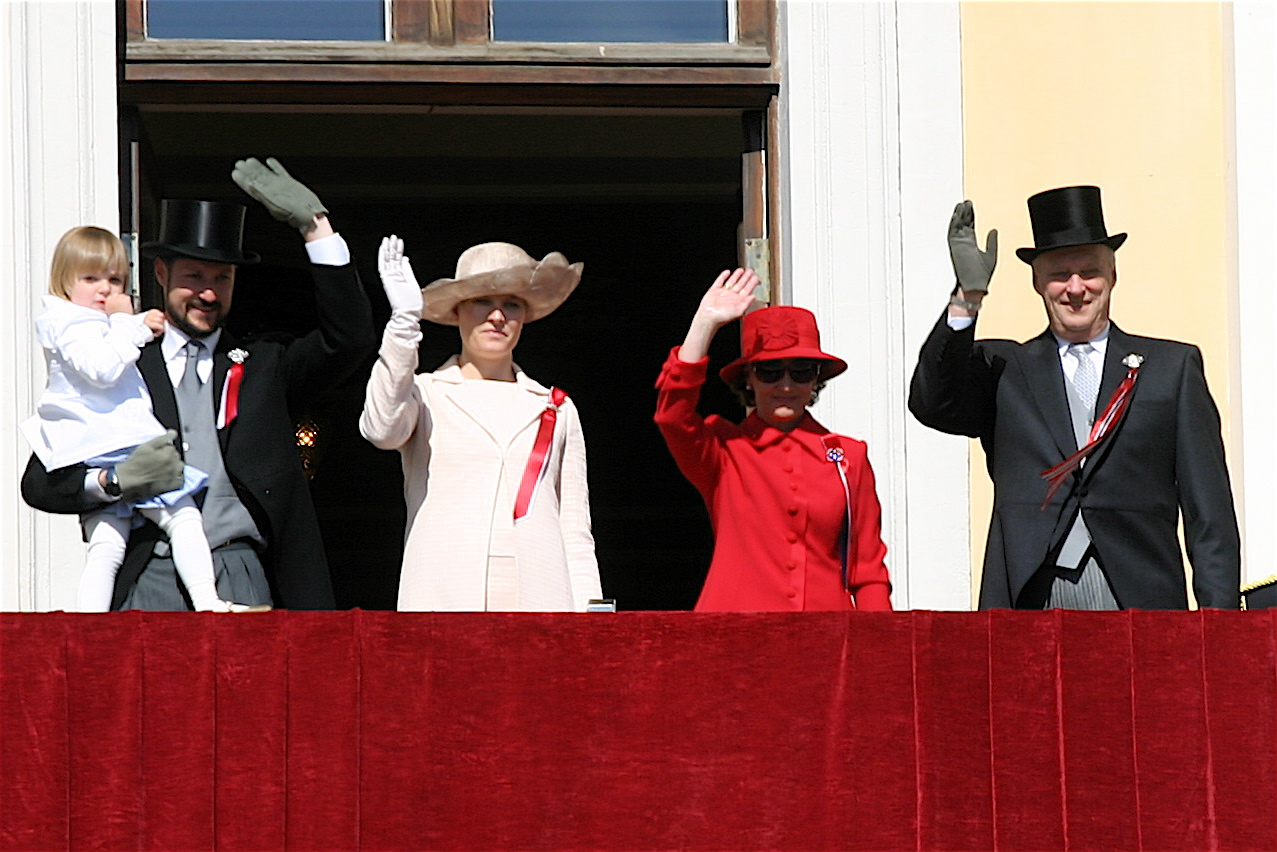
Принцеса Інгрід Олександра, кронпринц Хокон Магнус, кронпринцеса Метте-Маріт, королева Соня та король Гаральд V під час святкування Дня Конституції Норвегії, 2007 р.

Королівська родина Норвегії — група близьких родичів правлячого монарха Норвегії. У країні існує чітке розрізнення між Королівським домом, — до якого входить лише родина монарха: його дружина, спадкоємець престолу зі своєю дружиною та їх старша дитина, — та Королівською родиною; до неї входять інші діти, онуки, брати або сестри монарха разом з їх чоловіками або дружинами, вдівцями або вдовами.
Королівський дім Норвегії утворився у 1905 році, коли країна після розірвання унії зі Швецією знову отримала незалежність. Першим королем Норвегії тоді став данський принц Карл під ім'ям Гокон VII. Під час німецької окупації Норвегії у 1940—1945 роках королівський дім жив у вигнанні у Великій Британії. Гокон VII помер у 1957 році; після нього трон перейшов до його сина — Олафа V. Після його смерті у 1991 році на престол зійшов Гаральд V — правлячий король Норвегії.
Королівський дім Норвегії належить до дому Глюксбургів — гілки Ольденбурзької династії.

## Порядок престолонаслідування
У 1905 році було затверджено, що нащадки короля Гокона VII по чоловічій лінії отримають право престолонаслідування. З 1990 року кронпринц Гаральд (чинний король Гаральд V) та всі його нащадки по чоловічій та жіночій лінії також отримали право наслідування норвезького престолу. Діти від попередніх шлюбів його не мають. Також його не можна отримати через шлюб.
Гокон VII був сином Луїзи Шведської (єдиної дочки короля Швеції Карла XV) та короля Данії Фредеріка VIII. Завдяки цьому король Гокон VII, його син та онук (згодом — королі Олаф V та Гаральд V) також отримали право на успадкування данського престолу. Проте вони втратили його через новий закон про престолонаслідування, який було ухвалено в Данії 1953 року.
Королева Мод була дочкою короля Великої Британії Едварда VII та його дружини, данської принцеси Олександри, тому більшість нащадків королеви Мод (уроджені члени королівської родини, брати та сестри короля) є теоретичними спадкоємцями британського престолу. Слід зазначити, що католики та позашлюбні діти не мають права престолонаслідування у Великій Британії.

## Титули та предикати

### Принци та принцеси
Дружина короля є королевою, а дружина кронпринца — кронпринцесою. Для інших людей, які одружуються з членами королівського дому або родини, титули не надаються.
Діти королівської пари — принци та принцеси; те саме стосується і дітей кронпринца та кронпринцеси. Доньки колишніх королів вважаються принцесами.

### Предикати (звернення)
До короля та королеви слід звертатися Його або Її Величність (Hans majestet та Hennes majestet відповідно). До кронпринца, кронпринцеси та їх старшої доньки (принцеси Інгрід Олександри, нар. 2004) –  Його або Її Королівська Високість (Hans Kongelige Høyhet та Hennes Kongelige Høyhet відповідно).

#### Для членів родини, народжених до 1990 року
До 1990 року діти кронпринців мали предикати Його або Її Королівська Високість.
Кронпринц Хокон Магнус (нар. 1973) є чинним власником цього предикату; такий самий предикат мав і кронпринц Гаральд (нар. 1937) до того, як став королем у 1991 році.
Принцеса Раґнхільд (нар. 1930), донька тогочасної кронпринцеси, також мала предикат Її Королівська Високість до того, як покинула королівський дім, одружившись у 1953 році. Принцеса Астрід (нар. 1932), донька тодішнього короля, також покинула королівський дім після свого одруження у 1961 році. Принцеса Марта Луїза (нар. 1971), донька чинного короля, була позбавлена цього предикату 1 лютого 2002 року (проте вона все ще зберігає своє право на престол). У зв'язку з їх виходом з королівського дому вони не мають офіційних предикатів у Норвегії, проте за кордоном до них прийнято звертатися Її Високість.

#### Для членів родини, народжених після 1990 року
До доньки чинних кронпринца та кронпринцеси, принцеси Інгрід Олександри, прийнято звертатися Її Королівська Високість.
Син кронпринца та кронпринцеси (принц Сверре Магнус, нар. 2005) має право на успадкування норвезького престолу після старшої сестри, проте у черзі на британський престол він стоїть перед нею. Він також не має предикату у Норвегії, але за кордоном до нього можуть звертатися Його Високість Сверре Магнус, принц Норвегії.
Онучки чинної королівської пари (доньки принцеси Марти-Луїзи) так само мають право на норвезький та британський престоли, але у них немає титулів або предикатів ні в Норвегії, ані за кордоном.

## Королівський дім Норвегії

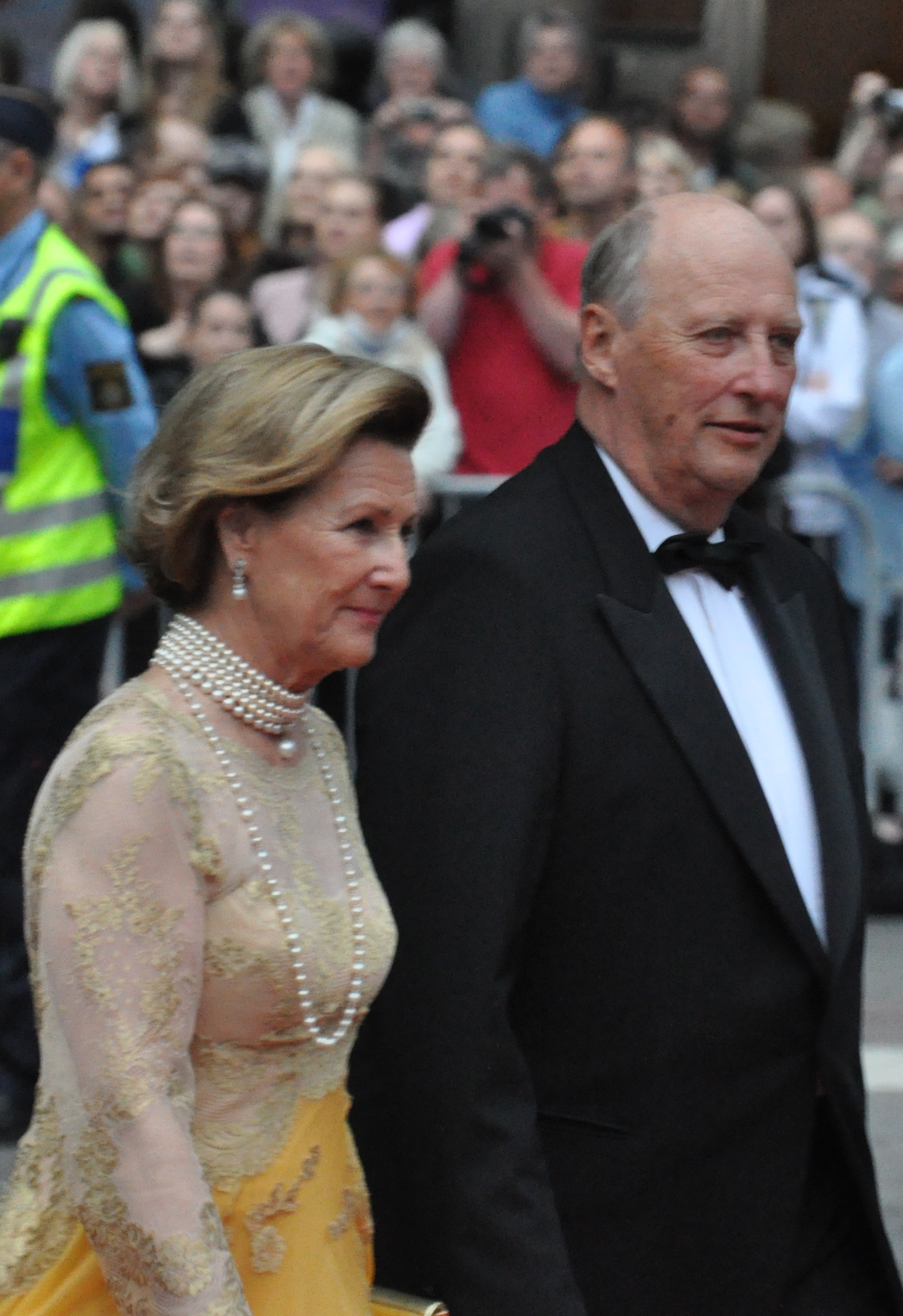
Король Гаральд V та королева Соня, 2010 рік.

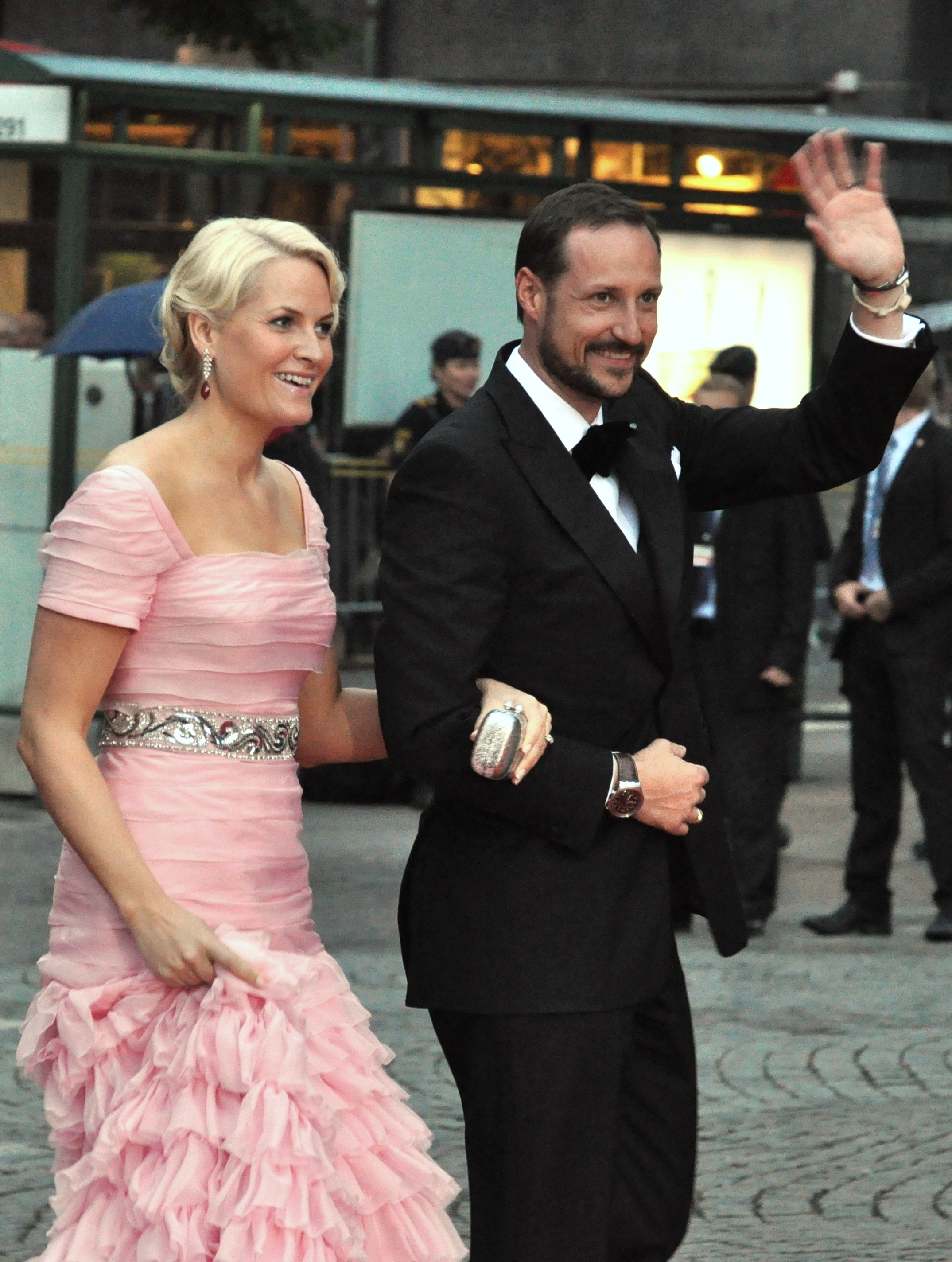
Кронпринц Хокон Магнус та кронпринцеса Метте-Маріт, 2010 рік.

До Королівського дому Норвегії входять:
- Король Гаральд V
- Королева Соня
  - Кронпринц Хокон
  - Кронпринцеса Метте-Маріт
    - Принцеса Інгрід Олександра

Дні народження членів королівського дому, які досягли повноліття, є державними святами, на які прийнято здіймати прапор. Також у ці дні відповідальний підрозділ норвезької армії влаштовує салют.

## Королівська родина Норвегії та родичі короля
До Королівської родини Норвегії входять і члени королівського дому, серед яких — сини кронпринцеси та родина доньки короля, принцеси Марти Луїзи.
Родичами короля є інші спадкоємці короля Олафа V та кронпринцеси Марти — принцеси Раґнхільд та Астрід разом з власними родинами.

### Родина короля Гаральда
- Його Величність Гаральд V, король Норвегії (народжений з правом успадкування норвезького, данського та британського престолів, втратив право на данський престол у 1953 році)
- Її Величність королева Соня (дружина короля)
  - Його Королівська Високість Хокон Магнус, кронпринц Норвегії (син короля, народжений з правом на норвезький та британський престол)
  - Її Королівська Високість Кронпринцеса Метте-Маріт (дружина кронпринца)
    - Її Королівська Високість Інгрід Олександра, принцеса Норвегії (донька кронпринца та його дружини; також має право на норвезький та британський престоли)
    - Принц Сверре Магнус (молодший син кронпринца та кронпринцеси; народжений з правом на норвезький та британський престоли, «його високість» за кордоном, у Норвегії не має звернення).
    - Маріус Борґ Хьойбі (син кронпринцеси від попереднього шлюбу), нар. 13 січня 1997

  - Принцеса Марта Луїза (сестра кронпринца і донька короля; народжена з правом на британський та норвезький (з 1990 р.) престоли; з 2002 р. позбавлена предикату Її Королівська Високість до 2002 р., за кордоном має предикат Її Високість (проте не має предикату у Норвегії), з 2005 року на її день народження не здіймається прапор).
  - Арі Бен (чоловік Марти Луїзи) (народився у Данії в м. Орхус, але так і не отримав громадянства Норвегії)
    - Мод Ангеліка Бен (нар. 29 квітня 2003 року)
    - Леа Айседора Бен (нар. 8 квітня 2005 року)
    - Емма Таллула Бен (нар. 29 вересня 2008 року)

Мод Ангеліка, Леа Айседора та Емма Таллула народжені з правом на норвезький та британський престоли, але не мають офіційних титулів.

### Старша сестра короля та її чоловік
- Принцеса Раґнхільд, пані Лоренцен (1930—2012) (сестра короля Гаральда; мала право на британський престол; Її Королівська Високість до 1953 року, згодом — Її Високість (за кордоном), без офіційного предикату у Норвегії).
- Ерлінг Свен Лоренцен (нар. 1923) (чоловік принцеси Раґнхільд)

### Нащадки принцеси Раґнхільд
- Принцеса Раґнхільд, пані Лоренцен (1930—2012)
  - Гокон Лоренцен (нар. 23 серпня 1954) (син принцеси Раґнхільд; католик у шлюбі, без титулу)
  - Марта Карвало де Фреітас Лоренцен (дружина Гокона Лоренцена, бразилійка)
    - Олаф Лоренцен (нар. 1985)
    - Кристіан Лоренцен (нар. 1988)
    - Софія Лоренцен (нар. 1994)

Олаф, Кристіан та Софія — діти Гокона та Марти. Мають право на британський престол, проте не мають офіційних титулів
- - Інґеборґ Лоренцен Рібейро (нар. 27 лютого 1957 р.) (донька принцеси Рагнхільд; одружена з католиком, без титулу)
  - Пауло Сезар Рібейро Філо (чоловік Інгеборг Лоренцен, бразилець)
    - Вікторія Рібейро (нар. 1988) (донька Інґеборґ Рібейро; має право на британський престол, без титулу)
    - Раґнхільд Лоренцен Лонг (нар. 8 травня 1968 р.) (донька принцеси Раґнхільд; одружена з католиком, без титулу)
    - Аарон Метью Лонґ (чоловік Раґнхільд Лоренцен, американець ірландського походження)
      - Олександра Лонґ (нар. 2007) (донька Раґнхільд Лоренцен; католичка, без титулу)

### Друга старша сестра короля та її чоловік
- Принцеса Астрід, пані Фернер (нар. 1932) (сестра короля Гаральда; має право на британський престол; Її Королівська Високість до 1961 р., згодом — Її Високість (за кордоном) без звернення у Норвегії).
  - Юхан Мартін Фернер (1927—2015) (чоловік принцеси Астрід)

### Нащадки принцеси Астрід
- Принцеса Астрід Фернер
  - Катріна Фернер Юхансен (нар. 1962) (донька принцеси Астрід; має право на британський престол, без титулу)
  - Арильд Юхансен (чоловік Катріни Фернер)
    - Себастьян Фернер Юхансен (нар. 1990) (син Катріни Фернер Юхансен; має право на британський престол, без титулу)
    - Мадлен Фернер Юхансен (нар. 1993) (донька Катріни Фернер Юхансен; має право на британський престол, без титулу)

  - Бенедикта Фернер (нар. 1963) (донька принцеси Астрід; двічі одружена, дітей не має; має право на британський престол, без титулу)
  - Олександр Фернер (нар. 1965) (син принцеси Астрід; має право на британський престол, без титулу)
  - Марґрет Гудмундсдоттір (дружина Олександра Фернера, ісландка)
    - Едвард Фернер (нар. 28. березня 1996) (син Олександра Фернера; народився за чотири місяці до шлюбу батьків 27 липня 1996 р.; не має титулу)
    - Стелла Фернер (нар. 1998) (донька Олександра Фернера; має право на британський престол, без титулу)

  - Елізабет Фернер Бекман (нар. 1969) (донька принцеси Астрід; має право на британський престол, без титулу)
  - Том Фольке Бекман (колишній чоловік Елізабет Фернер)
    - Бенджамін Фернер Бекман (нар. 1999) (син Елізабет Фернер Бекман; має право на британський престол, без титулу)

  - Карл-Кристіан Фернер (нар. 1972) (син принцеси Астрід; має право на британський престол, без титулу)

Національність вказана лише для членів родини, які не були народжені в Норвегії.

## Генеалогічне дерево королівської родини Норвегії
Див. також: Генеалогічне дерево королів Норвегії
|  |  |                 |                 |                 |                 |                 |                 |  |  |                                   |                                   |                                   |                                   |                                   |                                   |         |         | Король Олаф V      | Король Олаф V      | Король Олаф V      | Король Олаф V      | Король Олаф V        | Король Олаф V        |                      |                      | Марта Шведська, кронпринцеса Норвегії | Марта Шведська, кронпринцеса Норвегії | Марта Шведська, кронпринцеса Норвегії | Марта Шведська, кронпринцеса Норвегії | Марта Шведська, кронпринцеса Норвегії | Марта Шведська, кронпринцеса Норвегії |  |  |                             |                             |                             |                             |                             |                             |  |  |                     |                     |                     |                     |                     |                     |  |  |                    |                    |                    |                    |                    |                    |  |  |  |  |
|  |  |                 |                 |                 |                 |                 |                 |  |  |                                   |                                   |                                   |                                   |                                   |                                   |         |         | Король Олаф V      | Король Олаф V      | Король Олаф V      | Король Олаф V      | Король Олаф V        | Король Олаф V        |                      |                      | Марта Шведська, кронпринцеса Норвегії | Марта Шведська, кронпринцеса Норвегії | Марта Шведська, кронпринцеса Норвегії | Марта Шведська, кронпринцеса Норвегії | Марта Шведська, кронпринцеса Норвегії | Марта Шведська, кронпринцеса Норвегії |  |  |                             |                             |                             |                             |                             |                             |  |  |                     |                     |                     |                     |                     |                     |  |  |                    |                    |                    |                    |                    |                    |  |  |  |  |
|  |  |                 |                 |                 |                 |                 |                 |  |  |                                   |                                   |                                   |                                   |                                   |                                   |         |         |                    |                    |                    |                    |                      |                      |                      |                      |                                       |                                       |                                       |                                       |                                       |                                       |  |  |                             |                             |                             |                             |                             |                             |  |  |                     |                     |                     |                     |                     |                     |  |  |                    |                    |                    |                    |                    |                    |  |  |  |  |
|  |  |                 |                 |                 |                 |                 |                 |  |  |                                   |                                   |                                   |                                   |                                   |                                   |         |         |                    |                    |                    |                    |                      |                      |                      |                      |                                       |                                       |                                       |                                       |                                       |                                       |  |  |                             |                             |                             |                             |                             |                             |  |  |                     |                     |                     |                     |                     |                     |  |  |                    |                    |                    |                    |                    |                    |  |  |  |  |
|  |  | Ерлінг Лоренцен | Ерлінг Лоренцен | Ерлінг Лоренцен | Ерлінг Лоренцен | Ерлінг Лоренцен | Ерлінг Лоренцен |  |  | Принцеса Раґнхільд, пані Лоренцен | Принцеса Раґнхільд, пані Лоренцен | Принцеса Раґнхільд, пані Лоренцен | Принцеса Раґнхільд, пані Лоренцен | Принцеса Раґнхільд, пані Лоренцен | Принцеса Раґнхільд, пані Лоренцен |         |         | Юхан Мартін Фернер | Юхан Мартін Фернер | Юхан Мартін Фернер | Юхан Мартін Фернер | Юхан Мартін Фернер   | Юхан Мартін Фернер   |                      |                      | Принцеса Астрід, пані Фернер          | Принцеса Астрід, пані Фернер          | Принцеса Астрід, пані Фернер          | Принцеса Астрід, пані Фернер          | Принцеса Астрід, пані Фернер          | Принцеса Астрід, пані Фернер          |  |  | Король*                     | Король*                     | Король*                     | Король*                     | Король*                     | Король*                     |  |  | Королева*           | Королева*           | Королева*           | Королева*           | Королева*           | Королева*           |  |  |                    |                    |                    |                    |                    |                    |  |  |  |  |
|  |  | Ерлінг Лоренцен | Ерлінг Лоренцен | Ерлінг Лоренцен | Ерлінг Лоренцен | Ерлінг Лоренцен | Ерлінг Лоренцен |  |  | Принцеса Раґнхільд, пані Лоренцен | Принцеса Раґнхільд, пані Лоренцен | Принцеса Раґнхільд, пані Лоренцен | Принцеса Раґнхільд, пані Лоренцен | Принцеса Раґнхільд, пані Лоренцен | Принцеса Раґнхільд, пані Лоренцен |         |         | Юхан Мартін Фернер | Юхан Мартін Фернер | Юхан Мартін Фернер | Юхан Мартін Фернер | Юхан Мартін Фернер   | Юхан Мартін Фернер   |                      |                      | Принцеса Астрід, пані Фернер          | Принцеса Астрід, пані Фернер          | Принцеса Астрід, пані Фернер          | Принцеса Астрід, пані Фернер          | Принцеса Астрід, пані Фернер          | Принцеса Астрід, пані Фернер          |  |  | Король*                     | Король*                     | Король*                     | Король*                     | Король*                     | Король*                     |  |  | Королева*           | Королева*           | Королева*           | Королева*           | Королева*           | Королева*           |  |  |                    |                    |                    |                    |                    |                    |  |  |  |  |
|  |  |                 |                 |                 |                 |                 |                 |  |  |                                   |                                   |                                   |                                   |                                   |                                   |         |         |                    |                    |                    |                    |                      |                      |                      |                      |                                       |                                       |                                       |                                       |                                       |                                       |  |  |                             |                             |                             |                             |                             |                             |  |  |                     |                     |                     |                     |                     |                     |  |  |                    |                    |                    |                    |                    |                    |  |  |  |  |
|  |  |                 |                 |                 |                 |                 |                 |  |  |                                   |                                   |                                   |                                   |                                   |                                   |         |         |                    |                    |                    |                    |                      |                      |                      |                      |                                       |                                       |                                       |                                       |                                       |                                       |  |  |                             |                             |                             |                             |                             |                             |  |  |                     |                     |                     |                     |                     |                     |  |  |                    |                    |                    |                    |                    |                    |  |  |  |  |
|  |  |                 |                 |                 |                 |                 |                 |  |  |                                   |                                   |                                   |                                   | Арі Бен                           | Арі Бен                           | Арі Бен | Арі Бен | Арі Бен            | Арі Бен            |                    |                    | Принцеса Марта Луїза | Принцеса Марта Луїза | Принцеса Марта Луїза | Принцеса Марта Луїза | Принцеса Марта Луїза                  | Принцеса Марта Луїза                  |                                       |                                       |                                       |                                       |  |  | Кронпринц*                  | Кронпринц*                  | Кронпринц*                  | Кронпринц*                  | Кронпринц*                  | Кронпринц*                  |  |  | Кронпринцеса*       | Кронпринцеса*       | Кронпринцеса*       | Кронпринцеса*       | Кронпринцеса*       | Кронпринцеса*       |  |  |                    |                    |                    |                    |                    |                    |  |  |  |  |
|  |  |                 |                 |                 |                 |                 |                 |  |  |                                   |                                   |                                   |                                   | Арі Бен                           | Арі Бен                           | Арі Бен | Арі Бен | Арі Бен            | Арі Бен            |                    |                    | Принцеса Марта Луїза | Принцеса Марта Луїза | Принцеса Марта Луїза | Принцеса Марта Луїза | Принцеса Марта Луїза                  | Принцеса Марта Луїза                  |                                       |                                       |                                       |                                       |  |  | Кронпринц*                  | Кронпринц*                  | Кронпринц*                  | Кронпринц*                  | Кронпринц*                  | Кронпринц*                  |  |  | Кронпринцеса*       | Кронпринцеса*       | Кронпринцеса*       | Кронпринцеса*       | Кронпринцеса*       | Кронпринцеса*       |  |  |                    |                    |                    |                    |                    |                    |  |  |  |  |
|  |  |                 |                 |                 |                 |                 |                 |  |  |                                   |                                   |                                   |                                   |                                   |                                   |         |         |                    |                    |                    |                    |                      |                      |                      |                      |                                       |                                       |                                       |                                       |                                       |                                       |  |  |                             |                             |                             |                             |                             |                             |  |  |                     |                     |                     |                     |                     |                     |  |  |                    |                    |                    |                    |                    |                    |  |  |  |  |
|  |  |                 |                 |                 |                 |                 |                 |  |  |                                   |                                   |                                   |                                   |                                   |                                   |         |         |                    |                    |                    |                    |                      |                      |                      |                      |                                       |                                       |                                       |                                       |                                       |                                       |  |  |                             |                             |                             |                             |                             |                             |  |  |                     |                     |                     |                     |                     |                     |  |  |                    |                    |                    |                    |                    |                    |  |  |  |  |
|  |  |                 |                 |                 |                 |                 |                 |  |  | Мод Ангеліка Бен                  | Мод Ангеліка Бен                  | Мод Ангеліка Бен                  | Мод Ангеліка Бен                  | Мод Ангеліка Бен                  | Мод Ангеліка Бен                  |         |         | Леа Айседора Бен   | Леа Айседора Бен   | Леа Айседора Бен   | Леа Айседора Бен   | Леа Айседора Бен     | Леа Айседора Бен     |                      |                      | Емма Таллула Бен                      | Емма Таллула Бен                      | Емма Таллула Бен                      | Емма Таллула Бен                      | Емма Таллула Бен                      | Емма Таллула Бен                      |  |  | Принцеса Інгрід Олександра* | Принцеса Інгрід Олександра* | Принцеса Інгрід Олександра* | Принцеса Інгрід Олександра* | Принцеса Інгрід Олександра* | Принцеса Інгрід Олександра* |  |  | Принц Сверре Магнус | Принц Сверре Магнус | Принц Сверре Магнус | Принц Сверре Магнус | Принц Сверре Магнус | Принц Сверре Магнус |  |  | Маріус Борг Хьойбі | Маріус Борг Хьойбі | Маріус Борг Хьойбі | Маріус Борг Хьойбі | Маріус Борг Хьойбі | Маріус Борг Хьойбі |  |  |  |  |

Примітка
* Член Королівського дому

## Перші леді Норвегії
У період з 1938 по 1991 Норвегія не мала королеви. Королівський дім у той час представляла кронпринцеса або принцеса Астрід. (Принцеса Раґнхільд з 1953 року здебільшого проживала у Бразилії).
- 1905—1938: Королева Мод

- 1938—1954: Кронпринцеса Марта

- 1954—1968: Принцеса Астрід Фернер (у 2002 році держава виділила для неї почесну пенсію, щоб «засвідчити заслуги принцеси Астрід, пані Фернер, перед Норвегією». У 2005 році Астрід виконувала представницьку роль у зв'язку із хворобою короля Гаральда)

- з 1968 р.: Соня, кронпринцеса до 1991 року, згодом королева.

### Королеви у XIX столітті
- березень 1808 — січень 1814: Марія Софія Фредеріка, королева Данії та Норвегії у 1808—1814 рр., королева Данії у 1814—1839 рр., королева-вдова у 1839—1852 рр., тітка та «опікунка» наступного короля Данії Кристіана IX (дідуся короля Гокона VII та королеви Мод).

- листопад 1814 — лютий 1818: Гедвіґа Єлизавета Шарлотта, королева Швеції у 1809—1818 рр., королева Норвегії у 1814—1818 рр., королева-вдова з лютого по червень 1818 року.

- лютий 1818 — березень 1844: Дезіре Кларі, королева Норвегії та Швеції у 1818—1844 рр., королева-вдова у 1844—1860 рр.

- березень 1844 — липень 1859: Жозефіна, королева Норвегії та Швеції у 1844—1859 рр., королева-вдова у 1859—1876 рр.

- липень 1859 — березень 1871: Луїза, королева Норвегії та Швеції у 1859—1871 рр., бабуся короля Гокона VII, прабабця кронпринцеси Норвегії Марти та короля Олафа.

- вересень 1872 — червень 1905: Софія, королева Норвегії та Швеції у 1872—1905 рр., королева Швеції у 1905—1907 рр., королева-вдова у 1907—1913 рр., бабуся кронпринцеси Марти.

З січня по листопад 1814 року у Норвегії не було королеви. Король Кристіан Фредерік розлучився з принцесою Шарлоттою Фредерікою Мекленбурзькою (матір'ю Фредеріка VII) у 1810 році. 1815 року Кристіан Фредерік одружився з Кароліною Амалією Аугустенбурзькою, яка була королевою Данії з 1839 по 1848 рік.

## Королівський дім у 1938 році
Станом на 1 січня 1938 року королівський дім Норвегії налічував сім членів:
- Його Величність король Норвегії (1872—1905: Його Королівська Високість Карл, принц Данії, 1905—1957: Його Королівська Величність Гокон VII, король Норвегії).

- Її Величність королева Норвегії (1869—1896: Її Королівська Високість принцеса Мод Уельська, 1896—1905: Її Королівська Високість принцеса Мод Данська, 1905—1938: Її Королівська Величність Мод, королева Норвегії).
  - Його Королівська Високість кронпринц Норвегії (1903—1905: Його Королівська Високість принц Олександр Данський, 1905—1957: Його Королівська Високість Олаф Норвезький, 1957—1991: Його Королівська Величність Олаф V, король Норвегії).
  - Її Королівська Високість кронпринцеса Норвегії (1901—1905: Її Королівська Високість Марта, принцеса Норвегії та Швеції, 1905—1929: Її Королівська Високість Марта Шведська, 1929—1954: Її Королівська Високість кронпринцеса Марта Норвезька).
    - Її Королівська Високість принцеса Раґнхільд Норвезька (з 1953 року: принцеса Раґнхільд, пані Лоренцен).
    - Її Королівська Високість принцеса Астрід Норвезька (з 1961 року: принцеса Астрід, пані Фернер).
    - Його Королівська Високість принц Гаральд Норвезький (1957—1991: Його Королівська Високість кронпринц Гаральд Норвезький, з 1991 року: Його Королівська Величність Гаральд V, король Норвегії).

## Королівський герб
Герб Норвегії є одним із найстаріших у Європі і є водночас гербом як країни, так і королівського дому. Цей герб традиційно використовувався королями Норвегії ще за Середніх Віків.
Зокрема, король Гокон IV Старий (1217—1263) використовував щит із зображенням лева. Найдавніша згадка про колір герба збереглася у Королівській Сазі, написаній у 1220 році.
У 1280 році король Ейрік ІІ Маґнуссон додав до гербового зображення лева корону та срібну сокиру, якою було вбито Святого Олафа у битві під Стіклестадом 1030 року.
Зображення на норвезькому гербі та його оформлення постійно змінювалось через різні модні тенденції різних часів у геральдиці. За часів Пізнього Середньовіччя руків'я сокири поступово видовжувалось та почало нагадувати алебарду. Зазвичай руків'я було зігнуто під форму щита, яка постійно змінювалась через різні геральдичні тенденції, та монет. Зрештою від алебарди відмовились;  коротша сокира знову з'явилась на гербі завдяки королівському указу від 1844 року, коли воно вперше було затвердженим офіційно. У 1905 році це офіційне оформлення королівського та державного герба знову було змінено, на цей раз затвердили середньовічний варіант зображення, з трикутним щитом та більш рівним левом.
Герб королівського дому, так само, як і Королівське знамено, має зображення лева з 1905 року. Перше зображення цього знамені знаходимо на печатці герцогині Інґебйорґ, датованій 1318 роком. Сучасний варіант герба, який використовується як офіційний герб Норвегії, було трохи змінено та востаннє ухвалено королем 20 травня 1992 року.
Щит на королівському гербі, оточений ланцюгом Королівського Норвезького ордену св. Олафа, розташований на тлі горностаєвої мантії та увінчаний короною короля Норвегії.
Королівський герб використовується рідко. Замість нього ширше використання має королівська монограма, — наприклад, на військових знаках відмінності або монетах.

## Королівські герби та монограми

Герб Норвегії
Королівський герб Норвегії
Герб кронпринца Норвегії

Королівська монограма короля Гокона VII
Королівська монограма королеви Мод
Королівська монограма короля Олафа V
Королівська монограма принцеси Марти
Королівська монограма принцеси Раґнхільд
Королівська монограма принцеси Астрід
Королівська монограма короля Гаральда V
Королівська монограма королеви Соні
Королівська монограма принцеси Марти Луїзи
Королівська монограма кронпринца Гокона
Королівська монограма кронпринцеси Метте-Маріт
Королівська монограма принцеси Інгрід Олександри
Королівська монограма принца Сверре Магнуса